# Râul Căldărușa
Căldărușa este un râu din Republica Moldova, afluent de atânga al râului Camenca. Lungimea râului constituie 40 km, Suprafața bazinului de recepție este de 318 km2, înălțimea medie a relieful - 150 m. Izvorăște la altitudinea de 150 m și curge în direcția sud-est, se revarsă în râul Camenca, în apropiere de satul Moara Domnească, raionul Glodeni. Versanții sunt asimetrici, lățimea medie a văii este de 2–3 km. Lățimea albiei constituie 2–10 m, adâncimea albiei este de 0,2-0,3 m, viteza râului - 0,1-0,5 m/s.